# Sabulodes mima
Sabulodes mima là một loài bướm đêm trong họ Geometridae.